# Sauerland

Sauerland na mapie Niemiec.

Sauerland – wyżynny region w Niemczech, w Nadrenii Północnej-Westfalii i częściowo w Hesji, pomiędzy miastem Siegen, a Zagłębiem Ruhry, stanowiący północno-wschodnią część Reńskich Gór Łupkowych. Zajmuje powierzchnię 4462,04 km², a jego wysokość sięga 800 m n.p.m. Najwyższy szczyt to Langenberg (843,2 m n.p.m.).